# Mohamed Lamari (général)
Pour les articles homonymes, voir Mohamed Lamari et Lamari.
Mohamed Lamari (en arabe : محمد العماري), né le 7 juin 1939 à Alger et mort le 13 février 2012 à Tolga en Algérie, est un général algérien.
Il est le chef d'État-Major de l'Armée nationale populaire de 1993 à 2004.

## Biographie
Sa famille est originaire de Bordj Ben Azzouz, près de Biskra. Ancien sous-officier dans l'armée française (promotion Lacoste), il se ralliera aux DAF, un an avant l'indépendance algérienne.
En 1988, à la suite de la baisse des prix du pétrole, le président Chadli Bendjedid initie une politique de libéralisation politique, soutenu par son adjoint, Mouloud Hamrouche. Cette démarche pave la voie aux premières élections démocratiques en Algérie et permet également l'instauration de la liberté d'expression, de parole et de presse. Plus de soixante partis politiques voient le jour, dont le parti théonomocratique se réclamant de l'islamisme radical, le Front Islamique du Salut. Celui-ci remporte très largement les élections législatives organisées en 1992. Une partie de l'appareil politique et militaire se prononce contre cette arrivée au pouvoir, dont Mohamed Lamari, alors commandant de l'armée de terre. Ils réussissent finalement à contraindre Chadli Bendjedid à quitter la présidence, annulent le second tour des élections et ordonnent l'arrestation des principaux meneurs du FIS. Ils seront surnommés les Janviéristes, en référence au mois d'interruption des élections législatives.
Il est nommé chef d’État-Major de l'Armée nationale populaire en 1993, secondant ainsi les décisions prises par le général Khaled Nezzar, alors ministre de la Défense nationale, et commande l'armée pendant la guerre civile algérienne. Elle se révèlera particulièrement brutale dans sa lutte anti-islamiste. L'Algérie basculera par la suite dans une décennie macabre de violences aveugles, et une guerre civile sanglante. Elle sera tristement connue sous le nom de décennie noire.
Après la réélection d'Abdelaziz Bouteflika à la présidence en avril 2004, Lamari est mis à l'écart. Au mois d'août, il est révoqué pour "raison de santé" de son poste de chef d'État-major par le président Bouteflika, qui lui préfère Ahmed Gaïd Salah, commandant de l'armée de terre.
Lamari meurt le 13 février 2012 à l'hôpital Mohamed-Ziouchi de Tolga, dans la wilaya de Biskra.

## Fonctions
- 1988 -1992 : commandant de la Ve région militaire[2]
- 1993-2004 : chef d'État-Major de l'Armée nationale populaire